# Wiegel-Gruppe
Die Wiegel-Gruppe (Eigenschreibweise: WIEGEL) ist ein mittelständisches Familienunternehmen in vierter Generation. Die Firmengruppe umfasst die Geschäftsbereiche Feuerverzinken, Beschichten, Gittermastbau und Telekommunikation.
Der Firmensitz des familiengeführten Unternehmens befindet sich in Nürnberg.

## Geschichte

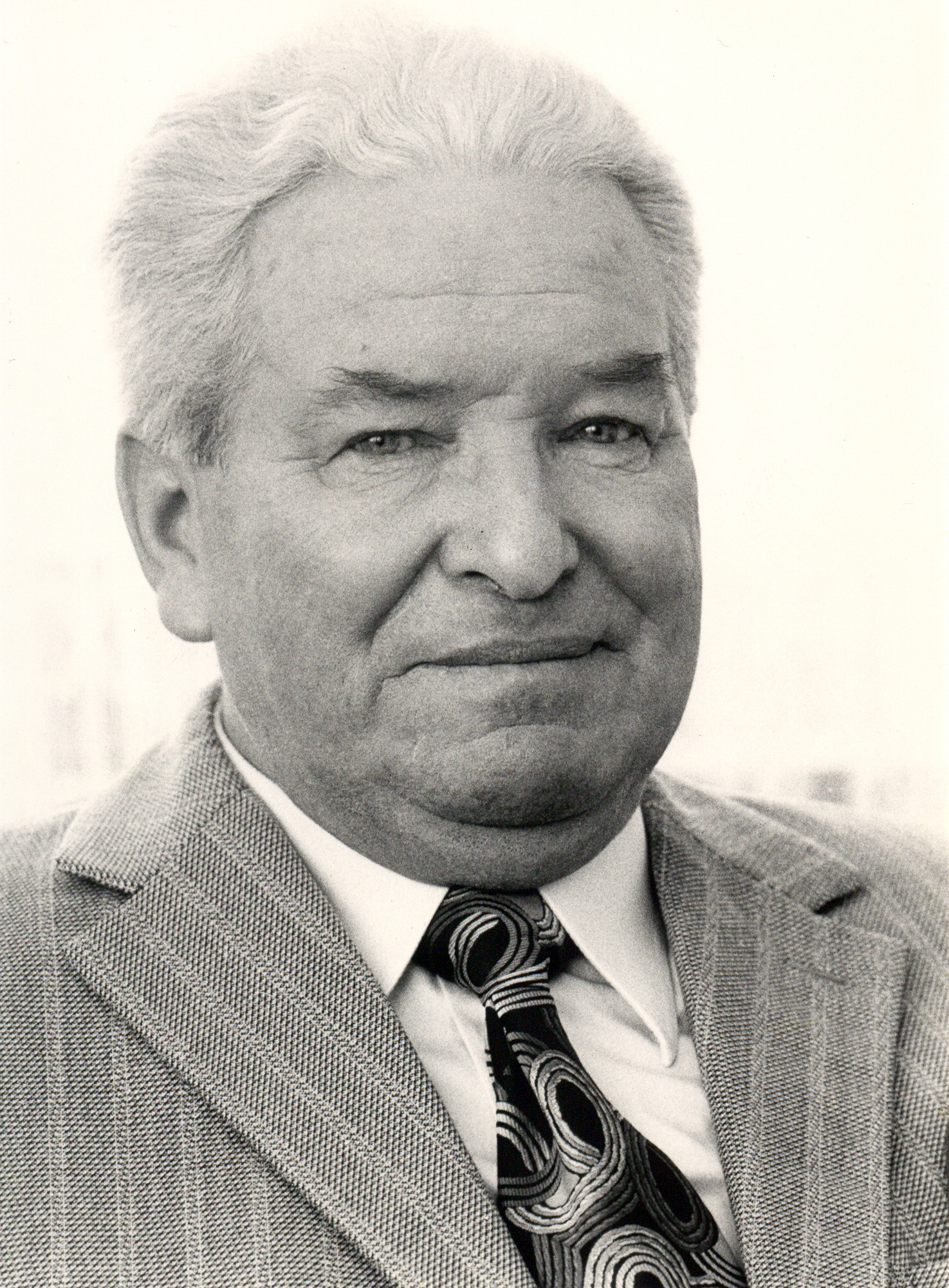
Hans Wiegel, Firmengründer

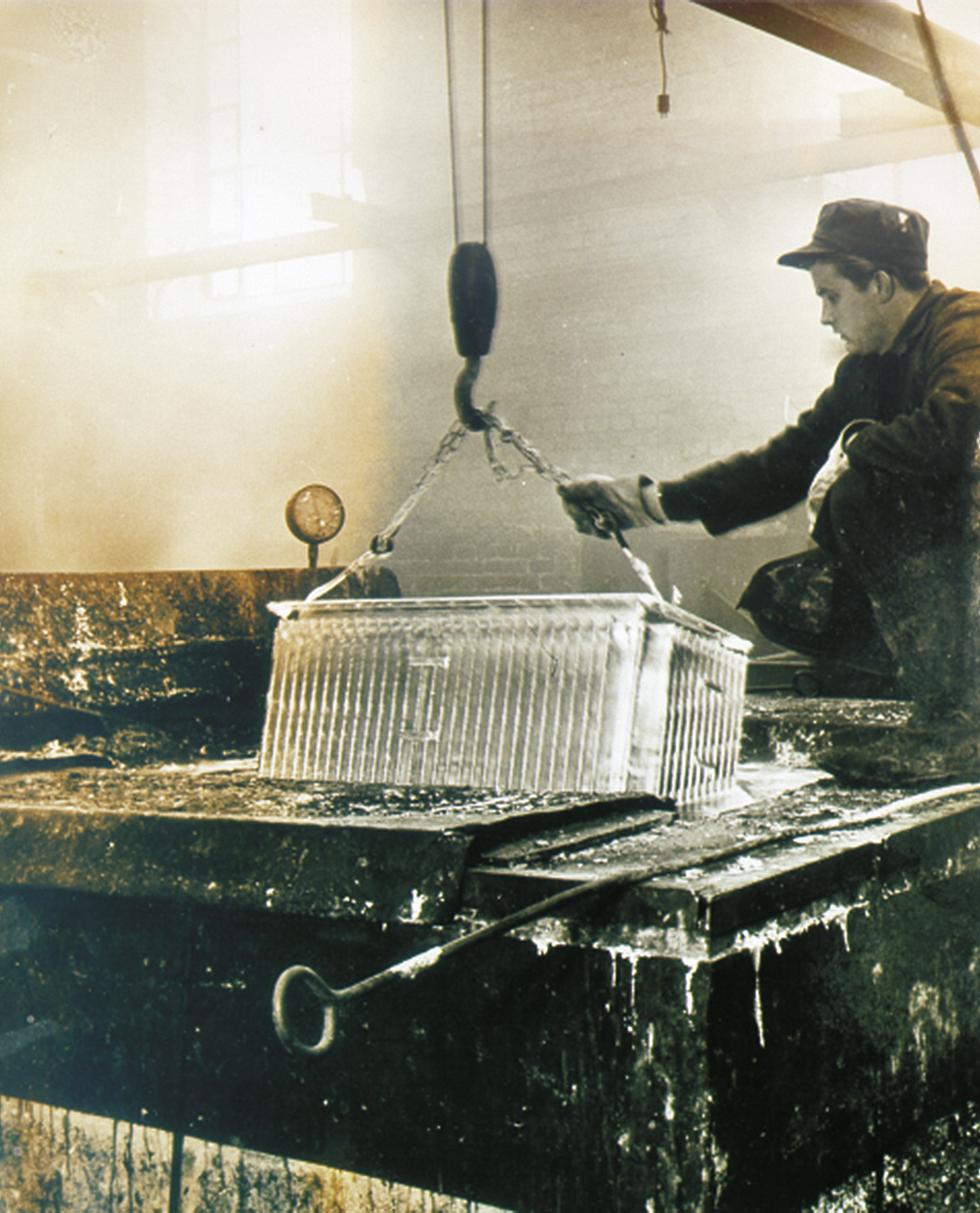
Feuerverzinken bei Wiegel 1950

Hans Wiegel begann im Jahr 1948 das Verfahren der Feuerverzinkung in seiner damaligen Schmiede für die Herstellung von Ochseneisen zu integrieren. Wiegel sah bereits nach kurzer Zeit, dass ein großes Potenzial für diese Art des Korrosionsschutzes besteht. Dies war die Basis für seine Entscheidung, zwei Jahre später seine erste eigene Feuerverzinkungsanlage in Nürnberg zu bauen.
Im Jahr 1950 gründete der gelernte Schmied Hans Wiegel in Nürnberg seine erste Feuerverzinkungsanlage. Durch eine kontinuierlich ansteigende Nachfrage nach Korrosionsschutzleistungen wurde die Firmengruppe um weitere Standorte für die Feuerverzinkung erweitert und bietet seitdem zusätzliche Dienstleistungen an. 
Die Expansion der Wiegel-Feuerverzinkungsstandorte erfolgte zunächst innerhalb Bayerns, doch dehnte sie sich später auch auf weitere Bundesländer aus. Mit dem Anspruch einer stetigen Verbesserung der technischen Arbeitsabläufe und an den Umweltschutz kam es im Jahr 1990 zum Neubau der Feuerverzinkungsanlage in Nürnberg mit einer zu dieser Zeit einzigartigen vollkommen eingehausten Verzinkungslinie und Vorbehandlungslinie, um Umwelteinwirkungen zu minimieren. Im Jahr 1995 wurde das Leistungsspektrum durch den Zusammenschluss von Gittermastbau Wiegel & Lang sowie den Stahlbau Parey erweitert.
Die Werke verteilten sich ab 1996 auch außerhalb von Deutschland. Mit der ersten ausländischen Verzinkungsanlage in Feldkirch, Österreich, kam es zu weiteren Standorten in Tschechien (1998) und der Slowakei (2007). Durch regelmäßige Neueröffnungen zählt die Wiegel-Gruppe im Jahr 2025 insgesamt 39 Standorte in vier Ländern.
Das von Hans Wiegel gegründete Familienunternehmen reicht bis heute in die 4. Generation der Unternehmensführung.
Wichtige Meilensteine in der Geschichte von Wiegel datieren wie folgt:
- 1948: Wiegels erste Feuerverzinkung in seiner Schmiede
- 1950: Bau der ersten eigenen Feuerverzinkungsanlage in Nürnberg
- 1990: Neubau Anlage Nürnberg mit Einhausung VZL und VBL (Pilotprojekt)
- 1995: Zusammenschluss des Gittermastbaus Wiegel & Lang mit dem Stahlbau Parey
- 1996: Erste Anlage in Österreich
- 1998: Erste Anlage in Tschechien
- 2007: Erste Anlage in der Slowakei

Heute ist die Wiegel-Gruppe mit 39 Standorten in vier Ländern eine der größten Feuerverzinkungsgruppen Europas. Durch den Zusammenschluss mit einem Unternehmen für Gittermast- und Telekommunikationsbau erweiterte sich das Leistungsspektrum schließlich über das Feuerverzinken, Pulver- und Nassbeschichten hinaus. Die Wiegel-Gruppe beschäftigt heute an den Standorten in Deutschland, Österreich, Tschechien und der Slowakei über 1500 Mitarbeiter.

## Dienstleistungen

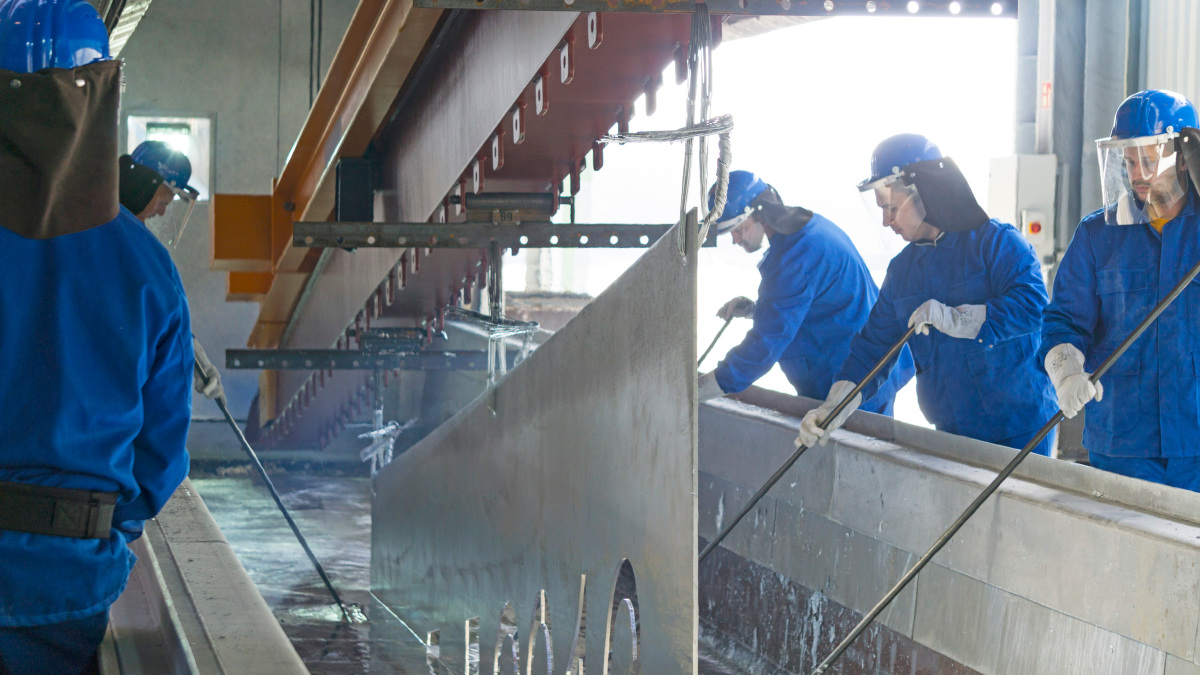
Feuerverzinken heute

Die Firmengruppe bietet eine Vielzahl von Dienstleistungen an, darunter die Oberflächenbeschichtung, Herstellung von Gittermasten und Telekommunikationsinfrastruktur sowie Feuerverzinkung. Letzteres ist der am häufigsten verbreitete Service innerhalb der Wiegel-Gruppe.
Zu der Unternehmensgruppe gehören folgende Dienstleistungen:
- Stückverzinken
- Kleinteilverzinken
- Pulverbeschichten
- Nassbeschichten
- Gittermastbau
- Telekommunikationsbau

## Umweltschutz und Nachhaltigkeit
Bereits seit Mitte der 1980er Jahre hat die Wiegel-Gruppe einen starken Fokus auf den Schutz der Umwelt gelegt. Dieses langjährige Engagement spiegelt sich in zahlreichen Auszeichnungen wider, die das Unternehmen für seine Anstrengungen erhalten hat.
Im Jahr 1991 wurde Wiegel der Umweltpreis der Stadt Nürnberg verliehen. Diese Auszeichnung würdigte das nachhaltige Handeln und die umweltfreundlichen Maßnahmen, die in den Anlagen ergriffen wurden. Drei Jahre später, im Jahr 1994, erhielt Wiegel die Umweltmedaille des Freistaates Bayern. Diese Anerkennung unterstreicht das kontinuierliche Bestreben zur Erhaltung und Verbesserung von natürlichen Ressourcen und setzte das Unternehmen als Vorbild für andere Firmen innerhalb Bayerns. Dies war ein wichtiger Meilenstein in der Geschichte der Wiegel-Gruppe und zeigte, dass das Familienunternehmen bereits frühzeitig eine Vorreiterrolle im Umweltschutz in der Branche eingenommen hat.
Die jüngste Ehrung erfolgte im Jahr 2017 mit dem EMAS-Award – einer bedeutenden Auszeichnung für herausragende Leistungen im Bereich des Umweltschutzes. Durch diese Anerkennung wird deutlich gemacht, dass Wiegel nicht nur national anerkannt ist, sondern auch international als Pionier- und Vorzeigeunternehmen in der Branche im Umweltschutz gilt.
Wiegel setzt auf den Einsatz geschlossener Stoffkreisläufe sowie modernster Filtertechnik, womit sichergestellt wird, dass sowohl die Umweltbelastung während der Produktion minimiert wird als auch Energie, Rohstoffe und Wasser optimal genutzt werden.